# Dilipa
Dilipa es un género de lepidópteros de la familia Nymphalidae. Es originario del este de Asia.

## Especies
- Dilipa fenestra
- Dilipa morgiana